# Leonardo Bittencourt
Leonardo Bittencourt (Lipsia, 19 dicembre 1993) è un calciatore tedesco di origini brasiliane, centrocampista o ala del Werder Brema.

## Carriera

### Club

#### Inizi e passaggio al Borussia Dortmund
Inizia la sua carriera con l'Energie Cottbus, con cui gioca alcune partite nella squadra riserve e 29 partite in 3. Liga, la terza serie tedesca. Dal luglio del 2012 gioca con il Borussia Dortmund, con cui ha giocato una partita in Champions League ed in Bundesliga, oltre ad alcune partite con la squadra riserve.

#### Hannover 96
Il 18 giugno 2013 il centrocampista firma un contratto quadriennale con l'Hannover 96. Il successivo 4 agosto esordisce con la sua nuova squadra, giocando da titolare nella partita di Coppa di Germania vinta per 2-0 contro l'SC Victoria Amburgo; il successivo 10 agosto gioca la sua prima partita stagionale in Bundesliga, contro il Wolfsburg. Mette a segno il suo primo gol in campionato il 14 dicembre, in una partita pareggiata per 3-3 in casa contro il Norimberga.

#### Colonia, Hoffenheim e Werder Brema
Il 14 luglio 2015 viene ceduto a titolo definitivo al Colonia con cui firma un contratto di durata quadriennale.
Nel 2018 viene acquistato dall'Hoffenheim. Dopo una sola stagione passa al Werder Brema per una cifra di circa 7 milioni di euro.

### Nazionale
A partire dal 2009 ha giocato diverse partite amichevoli con tutte le nazionali giovanili tedesche, due delle quali con l'Under-21, con cui nel settembre 2013 ha anche segnato un gol nelle qualificazioni agli Europei di categoria.

## Statistiche

### Presenze e reti nei club
Statistiche aggiornate al 27 ottobre 2021.
| Stagione               | Squadra                | Campionato             | Campionato | Campionato | Coppe nazionali | Coppe nazionali | Coppe nazionali | Coppe continentali | Coppe continentali | Coppe continentali | Altre coppe | Altre coppe | Altre coppe | Totale | Totale |
| Stagione               | Squadra                | Comp                   | Pres       | Reti       | Comp            | Pres            | Reti            | Comp               | Pres               | Reti               | Comp        | Pres        | Reti        | Pres   | Reti   |
| ---------------------- | ---------------------- | ---------------------- | ---------- | ---------- | --------------- | --------------- | --------------- | ------------------ | ------------------ | ------------------ | ----------- | ----------- | ----------- | ------ | ------ |
| 2010-2011              | Energie Cottbus II     | RL                     | 4          | 2          | -               | -               | -               | -                  | -                  | -                  | -           | -           | -           | 4      | 2      |
| 2010-2011              | Energie Cottbus        | 2L                     | 3          | 0          | CG              | 0               | 0               | -                  | -                  | -                  | -           | -           | -           | 3      | 0      |
| 2011-2012              | Energie Cottbus        | 2L                     | 26         | 2          | CG              | 1               | 0               | -                  | -                  | -                  | -           | -           | -           | 27     | 2      |
| Totale Energie Cottbus | Totale Energie Cottbus | Totale Energie Cottbus | 29         | 2          |                 | 1               | 0               |                    | -                  | -                  |             | -           | -           | 30     | 2      |
| 2012-2013              | Borussia Dortmund II   | 3L                     | 12         | 1          | -               | -               | -               | -                  | -                  | -                  | -           | -           | -           | 12     | 1      |
| 2012-2013              | Borussia Dortmund      | BL                     | 5          | 1          | CG              | 1               | 0               | UCL                | 1                  | 0                  | SG          | -           | -           | 7      | 1      |
| 2013-2014              | Hannover 96            | BL                     | 31         | 4          | CG              | 2               | 0               | -                  | -                  | -                  | -           | -           | -           | 33     | 4      |
| 2014-2015              | Hannover 96            | BL                     | 26         | 1          | CG              | 2               | 0               | -                  | -                  | -                  | -           | -           | -           | 28     | 1      |
| Totale Hannover 96     | Totale Hannover 96     | Totale Hannover 96     | 57         | 5          |                 | 4               | 0               |                    | -                  | -                  |             | -           | -           | 61     | 5      |
| 2015-2016              | Colonia                | BL                     | 29         | 3          | CG              | 1               | 0               | -                  | -                  | -                  | -           | -           | -           | 30     | 3      |
| 2016-2017              | Colonia                | BL                     | 16         | 3          | CG              | 2               | 0               | -                  | -                  | -                  | -           | -           | -           | 18     | 3      |
| 2017-2018              | Colonia                | BL                     | 22         | 5          | CG              | 2               | 1               | UEL                | 4                  | 0                  | -           | -           | -           | 28     | 6      |
| Totale Colonia         | Totale Colonia         | Totale Colonia         | 67         | 11         |                 | 5               | 1               |                    | 4                  | 0                  |             | -           | -           | 76     | 12     |
| 2018-2019              | Hoffenheim             | BL                     | 21         | 1          | CG              | 2               | 0               | UCL                | 3                  | 0                  | -           | -           | -           | 26     | 1      |
| lug.-set. 2019         | Hoffenheim             | BL                     | 1          | 0          | CG              | 0               | 0               | -                  | -                  | -                  | -           | -           | -           | 1      | 0      |
| Totale Rayo Hoffenheim | Totale Rayo Hoffenheim | Totale Rayo Hoffenheim | 22         | 1          |                 | 2               | 0               |                    | 3                  | 0                  |             | -           | -           | 27     | 1      |
| gen.-giu. 2020         | Werder Brema           | BL                     | 28+1       | 4          | CG              | 3               | 2               | -                  | -                  | -                  | -           | -           | -           | 32     | 6      |
| 2020-2021              | Werder Brema           | BL                     | 27         | 4          | CG              | 2               | 1               | -                  | -                  | -                  | -           | -           | -           | 29     | 5      |
| 2021-2022              | Werder Brema           | 2L                     | 2          | 0          | CG              | 0               | 0               | -                  | -                  | -                  | -           | -           | -           | 2      | 0      |
| Totale Espanyol        | Totale Espanyol        | Totale Espanyol        | 57+1       | 8          |                 | 5               | 3               |                    | -                  | -                  |             | -           | -           | 63     | 11     |
| Totale carriera        | Totale carriera        | Totale carriera        | 254        | 29         |                 | 18              | 4               |                    | 8                  | 0                  |             | 0           | 0           | 280    | 33     |